# Carl Hinrich von Saldern-Günderoth
Carl Hinrich Graf von Saldern-Günderoth (* 17. Mai 1739 in Neumünster; † 11. Oktober 1788 auf Schierensee) war ein deutscher Gutsbesitzer und Amtmann.

## Leben
Von Saldern-Günderoth war der Sohn des geheimen Rats Caspar von Saldern (1711–1786; Nachname eigentlich Sallern) und dessen erster Frau Catharina Lucia (geborene Thiede, † April oder Mai 1742) und Erbe des Guts Schierensee Er hatte einen Bruder Ludwig Friederich von Saldern, der am 24. Juni 1740 geboren wurde und kurz darauf im Alter von 6 Wochen starb, und eine jüngere Schwester Anna Maria von Saldern (geboren vor dem 23. November 1746). Die zweite Frau seines Vaters hieß Anna Maria (geborene von Bergfeldt, † 17. März 1774).
Von Saldern-Günderoth wurde am 23. Mai 1766 Amtmann von Kiel und Bordesholm mit Sitz im Amtshaus am Lindenplatz (heute Klosterstift). Zu diesem Zeitpunkt war er schon Kammerherr und Ritter des königlich Polnischen Staniglaus-Ordens. Er hatte das Pädagogio zu Halle besucht, wo er seine wissenschaftliche Ausbildung erhalten hatte. Er war, ebenso wie sein Vater, zudem Träger des Ordens des Weißen Adlers und des Holsteinischen St. Annenordens.
Im Herbst 1766 reiste er mit seinem Vater nach Kopenhagen, wo er sich bis zum Juni 1767 aufhielt. Im Jahr 1768 wurde er dänischer Lehnsgraf und Großfürstlicher Kammersekretär. Am 16. November 1773 wurde er Königlich Dänischer Geheim- und Konferenzrat, und am 7. Juli 1774 wurde ihm die Wahrnehmung der Amtmannsverrichtungen zu Kronshagen aufgetragen. Er starb in der Nacht vom 10. zum 11. Oktober 1788 auf dem Gut in Schierensee.

## Familie
Er heiratete am 20. April 1771 in Schloss Eutin Friederike Amalie (geborene von der Kettenburg, * 14. März 1740 in Belitz, † 6. April 1793 in Kiel), Tochter des Großfürstlichen Generalleutnants und Amtmanns in Tremsbüttel, Adam Victor von der Kettenburg zu Tremsbüttel und der Maria Amalia von Grimmenstein. Das Paar hatte lediglich eine Tochter Marie Sophie Charlotte Gräfin von Saldern-Günderoth (11. Mai 1772–4. November 1833), die den Baron Christian Friedrich von Brockdorff († 1. Januar 1818) heiratete. Ihre Nachkommen sind die von Mesmer-Saldern, u. a. Aimé von Mesmer-Saldern.